# Attaque d'Indelimane
Pour les articles homonymes, voir Bataille d'Indelimane.
Guerre du Mali
Batailles
L'attaque d'Indelimane a lieu le 1er novembre 2019 pendant la guerre du Mali.

## Déroulement
Le 1er novembre 2019, le camp militaire d'Indelimane, dans le cercle d'Ansongo, est attaqué par les djihadistes. Le poste est défendu par une compagnie de 80 soldats maliens,. Du côté des djihadistes, une centaine d'hommes divisés en trois groupes prennent part au combat selon des sources sécuritaires du journal Le Monde. Le camp avait été établi en 2018, avec l'aide de la MINUSMA et de la forces Barkhane,.
Les combats débutent peu avant midi par des tirs de mortier,. Un véhicule piégé explose ensuite afin d'ouvrir la voie aux fantassins. Les djihadistes lancent l'assaut par petits groupes, certains combattants se déplaçant à bord de motos. Ils s'emparent du camp, puis se retirent en direction du Niger.
Les renforts arrivent en fin d'après-midi. Des opérations de ratissage sont ensuite menées.

## Revendication
L'attaque est revendiquée le 2 novembre par l'État islamique dans un communiqué signé par la « Province d'Afrique de l'Ouest » publié sur Telegram,.

## Pertes
Le soir du combat, Yaya Sangaré, le ministre malien de la Communication, annonce que les corps de 53 militaires et d'un civil ont été retrouvés par les renforts lors de la reprise du camp. Il fait également état de « dix rescapés », de quatre véhicules détruits et de trois autres emportés par les assaillants,. Le lendemain, l'armée malienne revoit le bilan légèrement à la baisse, annonçant que 49 militaires et un civil ont été tués, trois militaires blessés et qu'une vingtaine de rescapés ont été retrouvés. 
D'autres militaires sont encore portés disparus,.

## Réactions
Le président malien Ibrahim Boubacar Keïta décrète trois jours de deuil national à compter du 4 novembre. Il déclare : « Dans ces circonstances particulièrement graves où la stabilité et l’existence de notre pays sont en jeu, notre seule réponse doit être l’union nationale, l’union sacrée autour de notre armée nationale ».
Le 5 novembre, l'armée malienne abandonne le camp d'Andéramboukane et se replie sur Ménaka. Des combattants du MSA se déploient alors dans la zone. Autour du 10 novembre, Indelimane et Labbézanga sont abandonnés à leur tour,.

## Conséquences
Les réactions du président Ibrahim Boubacar Keïta, jugées par de nombreux militaires comme insuffisantes, va être le point de départ de tensions grandissantes entre lui et l'Armée. La multiplication des attaques contre les militaires maliens fin 2019 et une lutte insuffisante contre la corruption au sein des officiers vont amplifier ces tensions jusqu'à aboutir au Coup d'État de 2020 au Mali.

## Vidéographie
- [vidéo] Mali : l’OEI affirme sa présence aux frontières avec le Niger et le Burkina Faso, France 24, 4 novembre 2019.
- [vidéo] Ava Djamshidi, Avec les soldats de la force Barkhane, dans l’enfer djihadiste du sanctuaire de Tofagala, Le Parisien, 17 novembre 2019.
- [vidéo] Le Mali a perdu plus de 200 soldats dans la lutte contre les jihadistes en 2019, France 24, 27 novembre 2019.